# Wilhelm Michels (Pädagoge)
Wilhelm Michels (* 28. Februar 1904 in Lehe; † 11. Juli 1988) war ein deutscher Lehrer und Philologe, ferner ein Freund, Reisegefährte und Mäzen des deutschen Schriftstellers Arno Schmidt.

## Leben
Michels wurde 1904 als Sohn des Kaufmanns Willm und seiner Ehefrau Eddine Michels (geb. Gerdes) in Wesermünde-Lehe geboren. Von 1910 bis 1918 besuchte er die Volksschule in Lehe, anschließend zunächst ein Jahr eine Privatschule und von 1919 bis 1923 das Reform-Realgymnasium in Geestemünde. Nach dem Abitur Ostern 1923 war er einige Monate in verschiedenen Berufen tätig (Hafenarbeiter, Schreiber am Finanzamt, Bauhilfsarbeiter), bis er zum Wintersemester 1923/24 ein Studium der Fächer Philosophie, Deutsch, Englisch, Französisch und Spanisch begann. Er studierte in Marburg (drei Semester), München (ein Semester) und Frankfurt am Main (fünf Semester). Am 30. Juli 1928 wurde er in Frankfurt mit einer Dissertation über den Barockstil bei Shakespeare und Calderón promoviert. Anschließend arbeitete er – u. a. in London, wo er im British Museum tätig war – an einer Habilitationsschrift über die Stilentwicklung im englischen Drama, die er aber abbrach. Stattdessen legte er am 14. November 1930 das Staatsexamen für das Höhere Lehramt in den Fächern Englisch, Französisch und Spanisch ab. Anschließend war er Referendar und ab dem 1. Oktober 1932 Studienassessor an Gymnasien in Hoechst und Frankfurt am Main.
Am 1. April 1933 gründete Michels mit seiner Frau Erika, die er 1931 geheiratet hatte, eine Privatschule (Waldschule) mit Internat in Schönberg im Taunus. Laut eigener Aussage suchten in der Waldschule auch jüdische Schüler Zuflucht. 1937 war er für einige Monate Lehrer an einer staatlichen Schule in Usingen, die Waldschule in Schönberg führte in dieser Zeit seine Frau weiter. Nachdem ein Gutachten über Michels und seine Privatschule eingeholt worden war, wurde er von den Nationalsozialisten entlassen; die Waldschule wurde schrittweise abgebaut und schließlich Ostern 1940 geschlossen. Erika und Wilhelm Michels wurden Lehrer an der Altkönigschule in Kronberg im Taunus, wo Michels 1944 zum Studienrat ernannt wurde. Die Waldschule wurde als Schülerheim an die Altkönigschule angeschlossen. Dort konnten Film- und ab 1946 auch regelmäßige Leseabende mit Schülern stattfinden.
Seit ca. 1948 veranstaltete er zusammen mit seinem Freund Helmut Bode (Übersetzer, Autor und Mitherausgeber der Zeitschrift Das Bücherschiff) Lesungen von Gegenwartsschriftstellern in der Waldschule. Dort lasen u. a. Werner Bergengruen, Stefan Andres, Heinrich Böll und Heimito von Doderer. 1953 las Michels die ersten Bücher von Arno Schmidt, Leviathan (1949) und Brand’s Haide (1951), und lud den Autor, der zu dieser Zeit in Kastel an der Saar wohnte, ebenfalls zu einer Lesung ein. Hieraus entstand ein Briefwechsel, der 1955 auch zu einer persönlichen Bekanntschaft führte, als Michels den Dichter in Kastel besuchte. In der Folgezeit unterstützte der Lehrer, der 1955 zum Oberstudienrat ernannt wurde, Schmidt mit Fresspaketen, Büchern und auch mit Auskünften bei manchen Problemen während seiner Übersetzungen aus dem Englischen. Das Ehepaar Michels besuchte Arno und Alice Schmidt in Darmstadt (1955–1958) und Bargfeld (seit 1958).

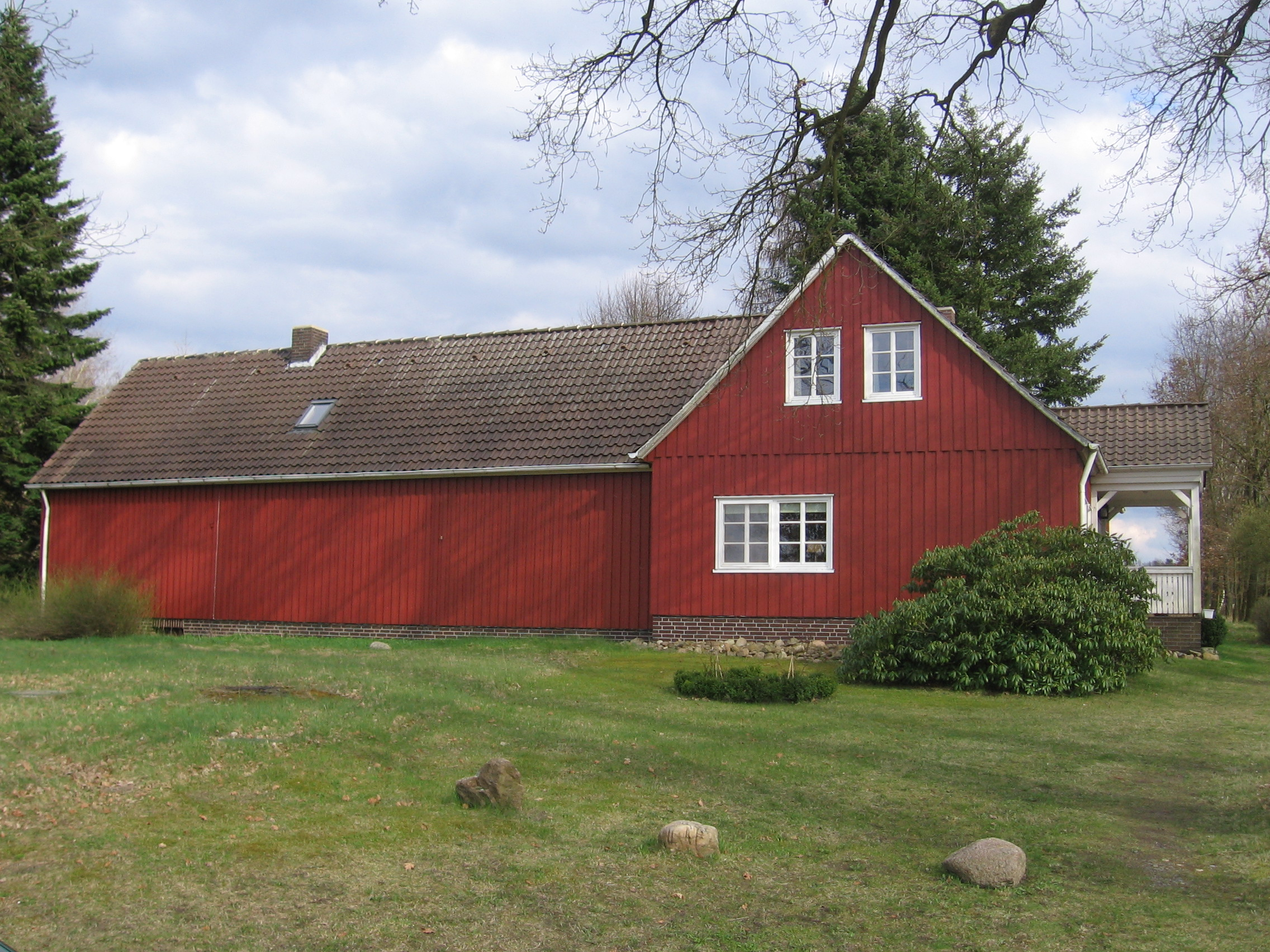
Ehemaliges Haus von Wilhelm Michels außerhalb Bargfelds.

Die Freundschaft, die bis in die 1960er/1970er Jahre anhielt, ist in dem 1987 erschienenen Briefwechsel dokumentiert. Schmidt widmete dem Lehrer in einem Gedicht sein Buch Das steinerne Herz (1956): „(Gemurre / einer baldigen Leiche im Regen. Für Wilhelm Michels).“ Den Roman hatte er auf Anraten des Rechtsanwalts seines Verlags selbst zensiert und gab Wilhelm Michels das vollständige Manuskript in Aufbewahrung. Dieses diente dann 1987 als Vorlage der unzensierten Fassung. Am 18. Februar 1956 kam schließlich auch die erste und einzige öffentliche Lesung Schmidts im Waldschülerheim zustande. Als Arno Schmidt 1958 auf Vermittlung der Familie seines Freundes Eberhard Schlotter nach Bargfeld bei Celle umzog, lieh ihm Michels den größten Teil der Kaufsumme, die Schmidt vorzeitig zurückzahlte. Michels, 1966 pensioniert, zog Mitte 1967 ebenfalls nach Bargfeld, wo er in einem Haus etwas außerhalb des Ortes im Beckfeld wohnte. Häufige Besuche mit Michels und Alice Schmidt in den Schwimmbädern der Umgebung verarbeitete Arno Schmidt in der Erzählung Windmühlen; ausgedehnte Reisen mit Michels’ Auto nutzte er für seine literaturhistorischen Recherchen.

## Schriften
- Barockstil bei Shakespeare und Calderón. In: Revue Hispanique 75, 1929, S. 370–458.